# فرانك سيوارد
فرانك سيوارد (بالإنجليزية: Frank Seward)‏ هو لاعب كرة قاعدة أمريكي، ولد في 7 أبريل 1921 في Pennsauken Township, New Jersey ‏ في الولايات المتحدة، وتوفي في 12 أبريل 2004 في إلميرا في الولايات المتحدة.

## وصلات خارجية
- فرانك سيوارد على موقع دوري كرة القاعدة الرئيسي (الإنجليزية)
- فرانك سيوارد على موقعبيزبول رفرنس.كوم (الدوري الرئيسي) (الإنجليزية)
- فرانك سيوارد على موقعبيزبول رفرنس.كوم (الدوري الثانوي) (الإنجليزية)
- فرانك سيوارد على موقع جمعية أبحاث البيسبول الأمريكية (الإنجليزية)